# Вилидж Пийпъл
Village People е легендарна американска диско група, създадена през 1977 година от френския композитор Жак Морали, станала световноизвестна с хитовете Macho Man, Y.M.C.A., Go West и In the Navy.
Групата остава в спомените на мнозина с интересните си сценични костюми, като членовете на групата се обличат по следния начин: Виктор Уилис – полицай, Филип Роуз – индианец, Ранди Джоунс – каубой, Дейвид Ходо – строителен работник, Глен Хюз – рокер и Алекс Брайли – морски пехотинец.
Първоначално Village People е ориентирана към гей аудиторията, но с времето става една от най-популярните музикални групи през 70-те и 80-те години на ХХ век. В настоящи дни общото количество продадени албуми на групата по света надвишава 85 милиона.

## Дискография
| Година | Име                  |
| ------ | -------------------- |
| 1977   | Village People       |
| 1978   | Macho Man            |
| 1978   | Cruisin'             |
| 1979   | Go West              |
| 1979   | Live and Sleazy      |
| 1980   | Can't Stop the Music |
| 1981   | Renaissance          |
| 1982   | Fox on the Box       |
| 1983   | In the Street        |
| 1985   | Sex Over the Phone   |

### Сборни и други албуми
- Live: Seoul Song Festival (1984)
- Greatest Hits (1988)
- Greatest Hits '89 Remixes (1989)
- The Best of Village People (1994)
- The Very Best Of (1998)
- 20th Century Masters, The Millennium Collection...The Best of Village People (2001)

### Сингли
- „San Francisco (You've Got Me)“ (1977) Великобритания #46
- „Village People“ (1977)
- „I Am What I Am“ (1978)
- „Macho Man“ (1978) САЩ #26
- „Y.M.C.A.“.(1978) Великобритания #1; САЩ #2
- „Go West“ (1979) Великобритания #14
- „In the Navy“ (1979) САЩ #2
- „Ready for the 80's“ (1979) САЩ #52
- „Sleazy“ (1979)
- „Can't Stop the Music“ (1980)
- „Magic Night“ (1980)
- „Sex Over the Phone“ (1985)